# Rovnoecus klesovicus
Rovnoecus klesovicus (лат.) — ископаемый вид перепончатокрылых из подсемейства Pemphredoninae семейства песочных ос (Crabronidae), единственный в роде Rovnoecus.

## Описание
Обнаружен в эоценовом ровненском янтаре (Украина, Ровненская область, посёлок Клесов). Длина около 4 мм. Длина переднего крыла 3,32, длина головы — 0,8, длина брюшка — 2,23 мм. Характеризуется неполным затылочным килем, частично редуцированной второй дискоидальной ячейкой и наличием шипиков на всех голенях. Наиболее сходен с ископаемым родом Eoxyloecus Budrys, 1993 из балтийского янтаря. Эти два рода образуют монофилетическую группу сестринскую к кладе из родов Passaloecus Shuckard, 1837 и Eopinoecus Budrys, 1993.
Впервые вид был описан в 2009 году российским гименоптерологом А. В. Антроповым (Зоологический музей Московского государственного университета, Москва) и украинским энтомологом Е. Е. Перковским (Институт зоологии им. И. И. Шмальгаузена НАН Украины, Киев) и назван по месту обнаружения в ровненском янтаре.